# ديفيد رومر
ديفيد رومر (بالإنجليزية: David Romer) هو أستاذ جامعي واقتصادي أمريكي، ولد في 13 مارس 1958.